# Mr. Perfectly Fine
"Mr. Perfectly Fine" je pjesma američke kantautorice Taylor Swift. Pjesma je 7. travnja 2021. Swift objavila kao treći singl s prvog Swiftovog ponovno snimljenog albuma, Fearless (Taylor's Version). Pjesmu je napisala isključivo Swift 2008. godine, a snimljena je negdje u periodu između studenoga 2020. do siječnja 2021. Jack Antonoff je zajedno sa Swift producirao pjesmu.
Optimistična country pop melodija s okusima rocka, energičnim gitarama i midtemp ritmom, "'Mr. Perfectly Fine" opisuje burne osjećaje koje je pripovjedač izazvao nakon izmaknute romantične veze, koristeći opsežnu igru riječi. Smatrajući je klasičnom Swift pjesmom, glazbeni kritičari pjesmu su ocijenili pozitivno, s komplimentima duhovitoj lirici i nostalgičnoj temi raspada. Skladba je uspjela debitirati na irskoj službenoj ljestvici s manje od dva dana praćenja ljestvica. 

## Pozadina
Godine 2019. američki poduzetnik Scooter Braun kupio je i kasnije ponovo prodao "masters" (prava na originalne pjesme, snimke, fotografije, video zapise i dr.) na prvih šest studijskih albuma Taylor Swift, od albuma Taylor Swift (2006.) do Reputation (2017.). Swift je kasnije izrazila namjeru ponovno snimiti albume kako bi povratila kontrolu nad svojim radom. Swift je u veljači 2021. godine najavila kako je njen prvi ponovno snimljen album, Fearless (Taylor's Version), gotov te je u travnju iste godine izašao. Pjesma je izašla 2 dana prije albuma.
Swift je pjesmu napisala za originalni album 2008. godine, ali je bila odbačena s albuma. 

## Ljestvice
| Ljestvice                  | Najviša pozicija |
| -------------------------- | ---------------- |
| Australija                 | 19               |
| Belgija                    | 24               |
| Irska                      | 15               |
| Kanada                     | 23               |
| Novi Zeland                | 6                |
| Singapur                   | 11               |
| Sjedinjene Američke Države | 20               |
| Slovačka                   | 78               |
| Švedska                    | 7                |